# كارل إس. هيرز
كارل إس. هيرز (بالإنجليزية: Carl S. Herz)‏ هو رياضياتي أمريكي، ولد في 10 أبريل 1930، وتوفي في 1 مايو 1995.